# Cressia
Cressia est une commune française située dans le département du Jura, dans la région culturelle et historique de Franche-Comté et la région administrative Bourgogne-Franche-Comté.

## Géographie
L'altitude moyenne de Cressia est de 447 mètres environ. Sa superficie est de 14.99 km². Sa latitude est de 46.528 degrés Nord et sa longitude de 5.478 degrés Est.

### Climat
Pour des articles plus généraux, voir Climat de la Bourgogne-Franche-Comté et Climat du département du Jura.
En 2010, le climat de la commune est de type climat de montagne, selon une étude du Centre national de la recherche scientifique s'appuyant sur une série de données couvrant la période 1971-2000. En 2020, Météo-France publie une typologie des climats de la France métropolitaine dans laquelle la commune est exposée à un climat semi-continental et est dans la région climatique  Jura, caractérisée par une forte pluviométrie en toutes saisons (1 000 à 1 500 mm/an), des hivers rigoureux et un ensoleillement médiocre. 
Pour la période 1971-2000, la température annuelle moyenne est de 9,6 °C, avec une amplitude thermique annuelle de 16,8 °C. Le cumul annuel moyen de précipitations est de 1 389 mm, avec 13,7 jours de précipitations en janvier et 9,1 jours en juillet. Pour la période 1991-2020, la température moyenne annuelle observée sur la station météorologique de Météo-France la plus proche, « Pimorin », sur la commune de Pimorin à 3 km à vol d'oiseau, est de 10,0 °C et le cumul annuel moyen de précipitations est de 1 517,6 mm. 
La température maximale relevée sur cette station est de 39 °C, atteinte le 12 août 2003 ; la température minimale est de −26,5 °C, atteinte le 20 décembre 2009,,. 
Les paramètres climatiques de la commune ont été estimés pour le milieu du siècle (2041-2070) selon différents scénarios d'émission de gaz à effet de serre à partir des nouvelles projections climatiques de référence DRIAS-2020. Ils sont consultables sur un site dédié publié par Météo-France en novembre 2022.

## Urbanisme

### Typologie
Au 1er janvier 2024, Cressia est catégorisée commune rurale à habitat dispersé, selon la nouvelle grille communale de densité à sept niveaux définie par l'Insee en 2022.
Elle est située hors unité urbaine. Par ailleurs la commune fait partie de l'aire d'attraction de Lons-le-Saunier, dont elle est une commune de la couronne,. Cette aire, qui regroupe 139 communes, est catégorisée dans les aires de 50 000 à moins de 200 000 habitants,.

### Occupation des sols
L'occupation des sols de la commune, telle qu'elle ressort de la base de données européenne d’occupation biophysique des sols Corine Land Cover (CLC), est marquée par l'importance des forêts et milieux semi-naturels (62 % en 2018), en diminution par rapport à 1990 (62,9 %). La répartition détaillée en 2018 est la suivante : 
forêts (55,2 %), prairies (20,4 %), terres arables (10,4 %), milieux à végétation arbustive et/ou herbacée (6,8 %), zones agricoles hétérogènes (5,1 %), zones urbanisées (2 %). L'évolution de l’occupation des sols de la commune et de ses infrastructures peut être observée sur les différentes représentations cartographiques du territoire : la carte de Cassini (XVIIIe siècle), la carte d'état-major (1820-1866) et les cartes ou photos aériennes de l'IGN pour la période actuelle (1950 à aujourd'hui).

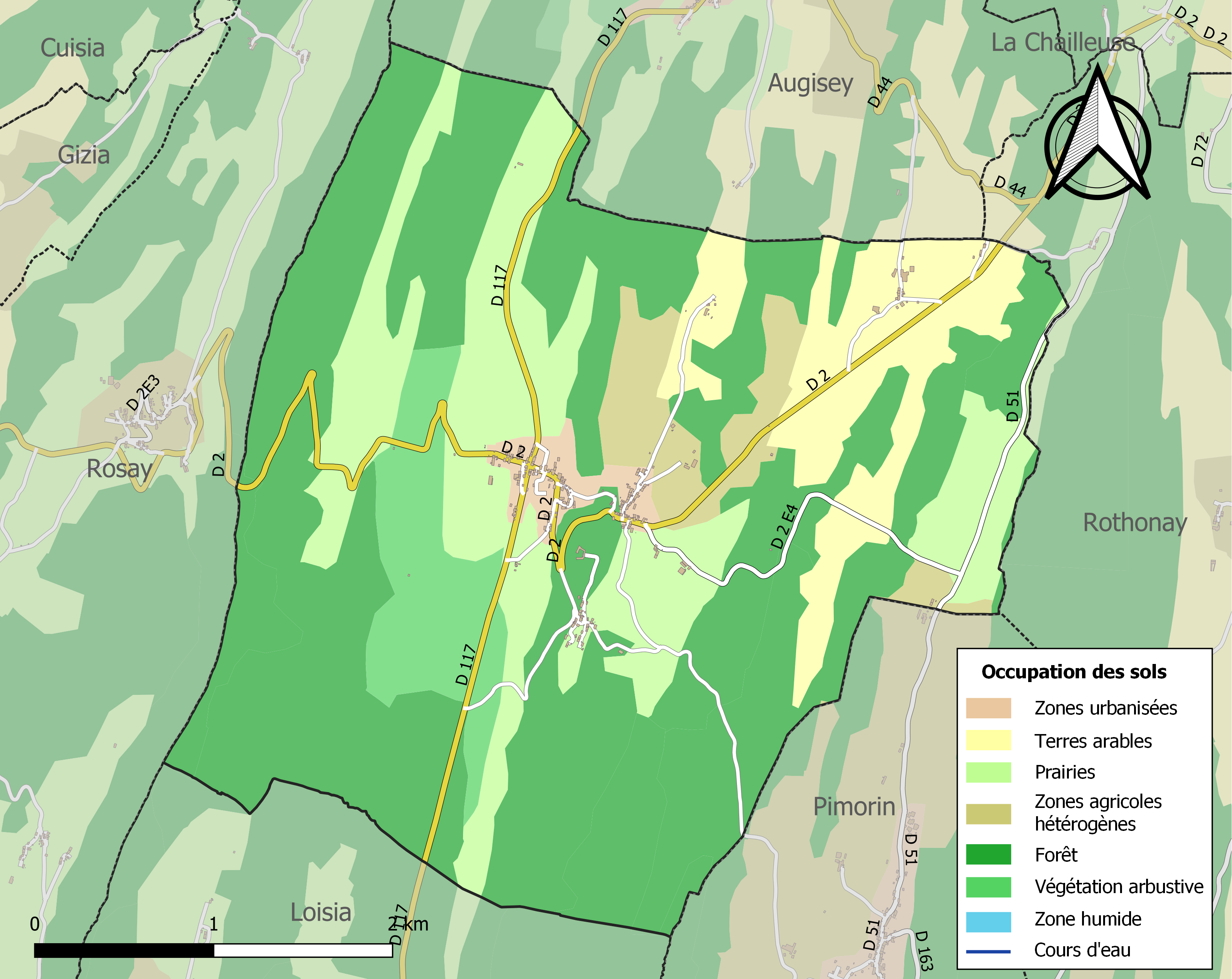
Carte des infrastructures et de l'occupation des sols de la commune en 2018 (CLC).

## Histoire
L'historien Alphonse Rousset, érudit franc-comtois du XIXe siècle, nous apprend que le comte-régent de Bourgogne Jean de Chalon l'Antique († 1267), comte de Chalon puis sire de Salins, inféoda Cressia à la Maison de Coligny-le-Vieux, qui eut aussi Andelot, Ceyzia, Cuizia, Loisia etc. Trois branches des Coligny furent titrées de Cressia. L'héritière Barbe de Coligny-Cressia, fille de Clériadus de Coligny-Cressia (1578-1644), épouse en 1634 Gilbert-Allire V de Langheac comte de Dalet : leur fils Gilbert-Allire VI († 1676) épouse Louise-Françoise de Rabutin (1642-1716 ; fille de Roger de Busssy-Rabutin). Leur fils Marie-Roger de Langheac († 1746), aliène le 15 mars 1710 Cressia, La Biolée et Loisia à Louis-Marie Michaud de La Tour d'Avenans, seigneur de Lyconna (près de Cressia, vallée du Suran), dont les héritiers gardent la seigneurie (baronnie de Cressia) jusqu'à la Révolution. Le domaine échoit alors à une demoiselle Michaud de La Tour d'Avenans, seule de la famille à ne pas avoir émigré en 1790, et à son mari monsieur de Fresne ; ils vendent en 1795 à monsieur Moreau, procureur à Chalon ; d'autres propriétaires se succèdent au XIXe siècle, dont la famille de Villeran.
Située près des sources du ruisseau de Belle-Brune et entourée de grottes et de bois, Cressia abritait une maladrerie au XIVe siècle.
Le château fut construit vers 1307, c’est une des plus belles et des dernières constructions d’art militaire du Moyen Âge ; il fut détruit, puis reconstruit. Bussy-Rabutin y séjourna et y écrivit des lettres à sa cousine la Marquise de Sévigné. Donjons et tours demeurent, dans un magnifique parc. Une chapelle est également témoin de ce passé romanesque. La demeure a été restaurée aux XIXe et XXe siècles[réf. souhaitée].

## Politique et administration
| Période       | Période       | Identité           | Étiquette | Qualité  |
| ------------- | ------------- | ------------------ | --------- | -------- |
| avant 1995    | ?             | Bernard Chamouton  |           |          |
| mars 2001     | mars 2008     | Jean-Paul Bretin   |           |          |
| mars 2008     | juin 2015     | Christian Vuillet  | DVD       | Retraité |
| 2015          | décembre 2018 | François Déprés    | SE        | Retraité |
| décembre 2018 | En cours      | Catherine Lancelot | SE        | Ouvrière |

### Jumelages
Cressia est jumelée avec la commune de :
- Le Tréhou (France), en Bretagne.

## Démographie
L'évolution du nombre d'habitants est connue à travers les recensements de la population effectués dans la commune depuis 1793. Pour les communes de moins de 10 000 habitants, une enquête de recensement portant sur toute la population est réalisée tous les cinq ans, les populations de référence des années intermédiaires étant quant à elles estimées par interpolation ou extrapolation. Pour la commune, le premier recensement exhaustif entrant dans le cadre du nouveau dispositif a été réalisé en 2008.

En 2022, la commune comptait 250 habitants, en évolution de −3,85 % par rapport à 2016 (Jura : −0,81 %, France hors Mayotte : +2,11 %).
| 1793  | 1800 | 1806 | 1821 | 1831 | 1836 | 1841 | 1846 | 1851 |
| ----- | ---- | ---- | ---- | ---- | ---- | ---- | ---- | ---- |
| 1 000 | 965  | 910  | 989  | 865  | 864  | 909  | 931  | 891  |

| 1856 | 1861 | 1866 | 1872 | 1876 | 1881 | 1886 | 1891 | 1896 |
| ---- | ---- | ---- | ---- | ---- | ---- | ---- | ---- | ---- |
| 841  | 821  | 809  | 795  | 772  | 745  | 683  | 701  | 690  |

| 1901 | 1906 | 1911 | 1921 | 1926 | 1931 | 1936 | 1946 | 1954 |
| ---- | ---- | ---- | ---- | ---- | ---- | ---- | ---- | ---- |
| 667  | 664  | 606  | 517  | 521  | 504  | 461  | 421  | 356  |

| 1962 | 1968 | 1975 | 1982 | 1990 | 1999 | 2006 | 2008 | 2013 |
| ---- | ---- | ---- | ---- | ---- | ---- | ---- | ---- | ---- |
| 309  | 275  | 262  | 230  | 259  | 314  | 270  | 272  | 270  |

| 2018 | 2022 | - | - | - | - | - | - | - |
| ---- | ---- | - | - | - | - | - | - | - |
| 255  | 250  | - | - | - | - | - | - | - |

## Lieux et monuments
- Château (du XIVe au XXe siècle) ;
- Église Saint-Maurice (XVIe-XVIIe-XVIIIe – XIXe siècles, inscrite MH depuis 2002[21] ;
- Croix de cimetière (XXe siècle) ;
- Lavoir et fontaine, inscrits MH depuis 2002[22].
- L'atelier jardin de Corinne, Marc et Julien, labellisé Jardin remarquable[23]

### Personnalités liées à la commune
- Roger de Rabutin (1618-1693), comte de Bussy, général et écrivain, séjourna au château de Cressia, depuis lequel il eut une activité épistolaire avec sa cousine la marquise de Sévigné.
- Paul Buffet-Beauregard, Compagnon de la Libération. Ses obsèques sont célébrées à Cressia, avant son inhumation à Soucia[24].
- Louise Courvoisier, réalisatrice née en 1994. Elle grandit à Cressia et évoque sa vie jurassienne dans son premier long-métrage Vingt Dieux.